# Espasa de la Donzella Yue
Espasa de la Donzella Yue és una història curta wuxia escrita per Jin Yong. Va ser publicada per primera vegada en 1970 en el Ming Pao. Aquesta història curta és un dels últims trebaslls wuxia de Jin Yong, juntament amb El Cérvol i el Calder. Això no obstant, el seu context històric, el període de Primaveres i Tardors, és el més antic d'entre totes les obres ambientades de Jin Yong.